# Kostel svatého Václava (Valtířov)
Kostel svatého Václava je goticko-renesanční sakrální stavba ve Valtířově, který je částí obce Velké Březno v okrese Ústí nad Labem. Kostel stojí na výrazném skalnatém ostrohu nad pravým břehem Labe při silnici přibližně 8 km východně od ústecké čtvrti Střekova. Je chráněn jako kulturní památka České republiky.

## Historie
Kostel byl vystavěn v letech 1573–1574 na místě starší stavby, poprvé zmíněné roku 1352 v soupisu kostelů ústeckého děkanátu pro odvod papežských desátků. Tato původní, pravděpodobně malá dřevěná stavba, byla farním kostelem pro farní obvod Nová Ves, Velké a Malé Březno, Velichov, Vítov a Varta. Zvon litoměřického zvonaře Tomáše z roku 1533, který dosvědčoval existenci původního kostela, byl zrekvírován za II. světové války. Současný kostel, na místě původního strženého kostela, byl postaven v letech 1573–1574. Staviteli byli bratři Bedřich a Jindřich Abrahám ze Salhausenu, jak uvádí nápis na kazatelně. V době předbělohorské byl kostel luterský. V roce 1780 byla ke kostelu přistavěna sakristie a oratoř. Roku 1783 byl pak kostel stavebně upraven. Od té doby nedošlo k zásadnějším architektonickým úpravám, takže původní záměr stavitelů zůstal nezkreslen.

## Architektura
Kostel je obdélný, orientovaný, dvojlodní, halový s trojboce uzavřeným presbytářem, s postranní sakristií a oratoří. V západním průčelí je hranolová věž. 

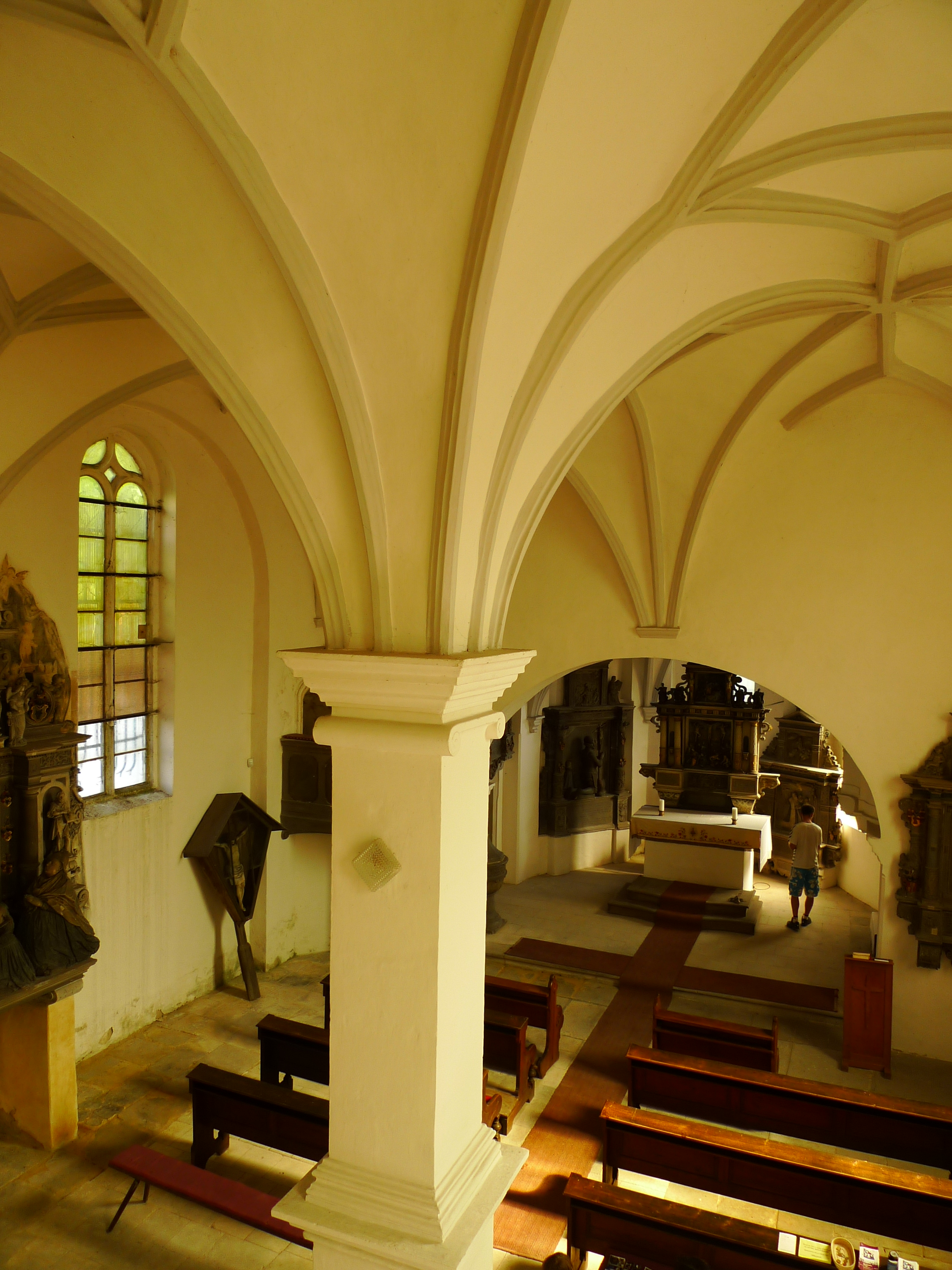
Pohled na středový sloup halového dvojlodí valtířovského kostela

Všechny tři základní části kostela tj. presbytář, loď a věž, pocházejí z let 1573–1574. Loď i presbytář jsou zpevněny jednoduchými opěrnými pilíři. Do presbytáře vedou dvě hrotitá okna (původně byla tři, ale severovýchodní okno bylo zazděno při stavbě sakristie). Chór má hvězdovou žebrovou klenbu. Přechod z chóru do lodi tvoří jednoduchý polokruhový vítězný oblouk. Na jižní straně presbytáře se nachází panská oratoř, přístupná venkovním schodištěm. Panská oratoř je sklenuta českou plackou se štukovou ornamentální výzdobou. Loď kostela má čtyři okna s jednoduchou gotizující plaménkovou kružbou, stejného typu jako v presbytáři. Protože zdi jsou poměrně tenké, jejich stabilitu pomáhají řešit jednoduché opěrné pilíře. Vnitřní prostor je sklenut čtyřmi poli hvězdové křížové klenby na středový sloup, čímž vzniká tzv. halové dvojlodí. Stěny jsou odlehčeny slepými arkádami. Presbytář i loď mají valbovou střechu. Vysoká hranolová věž se vstupem na západní straně je zastřešena jehlancovou střechou.

## Zařízení
Vnitřní zařízení je původní, renesanční. Hlavní oltář polychromovaného pískovce, o třech částech, pochází od M. Jobsta z Pirny(?) z období kolem roku 1580. V jeho dolní části jsou volutové konzoly, nápisy a reliéf Poslední večeře Páně, ve střední části se nachází reliéf Ukřižování Krista ve sloupové edikule a v horní části je reliéf Kladení (Krista) do hrobu a sochy evangelistů. V nástavci oltáře je socha Krista Spasitele, na bočních konzolách pozdější dřevěné sochy sv. Václava a sv. Víta. Renesanční pískovcová kazatelna s pilastry, salhausenským erbem, nápisem a letopočtem stavby kostela je z roku 1574. Spočívá na kanelovaném dórském sloupu a okřídlené hlavě anděla. Pískovcová křtitelnice na hladké válcové noze s akantovým motivem na dolní a nápisem v horní části nádržky (citátem z Markova evangelia v němčině) pochází z konce 16. století.

## Náhrobníky
V kostele je několik epitafů z přelomu 16. a 17. století, převážně saské provenience. K nejvýraznějším patří náhrobníky Salhausenů a Bocků z Bocku. Bockové zakoupili panství Velké Březno v roce 1606 od spřízněné rodiny Salhausenů. Panství vlastnili až do roku 1628, kdy jako stoupenci reformace museli rodový majetek za nízkou cenu prodat a opustit zemi.

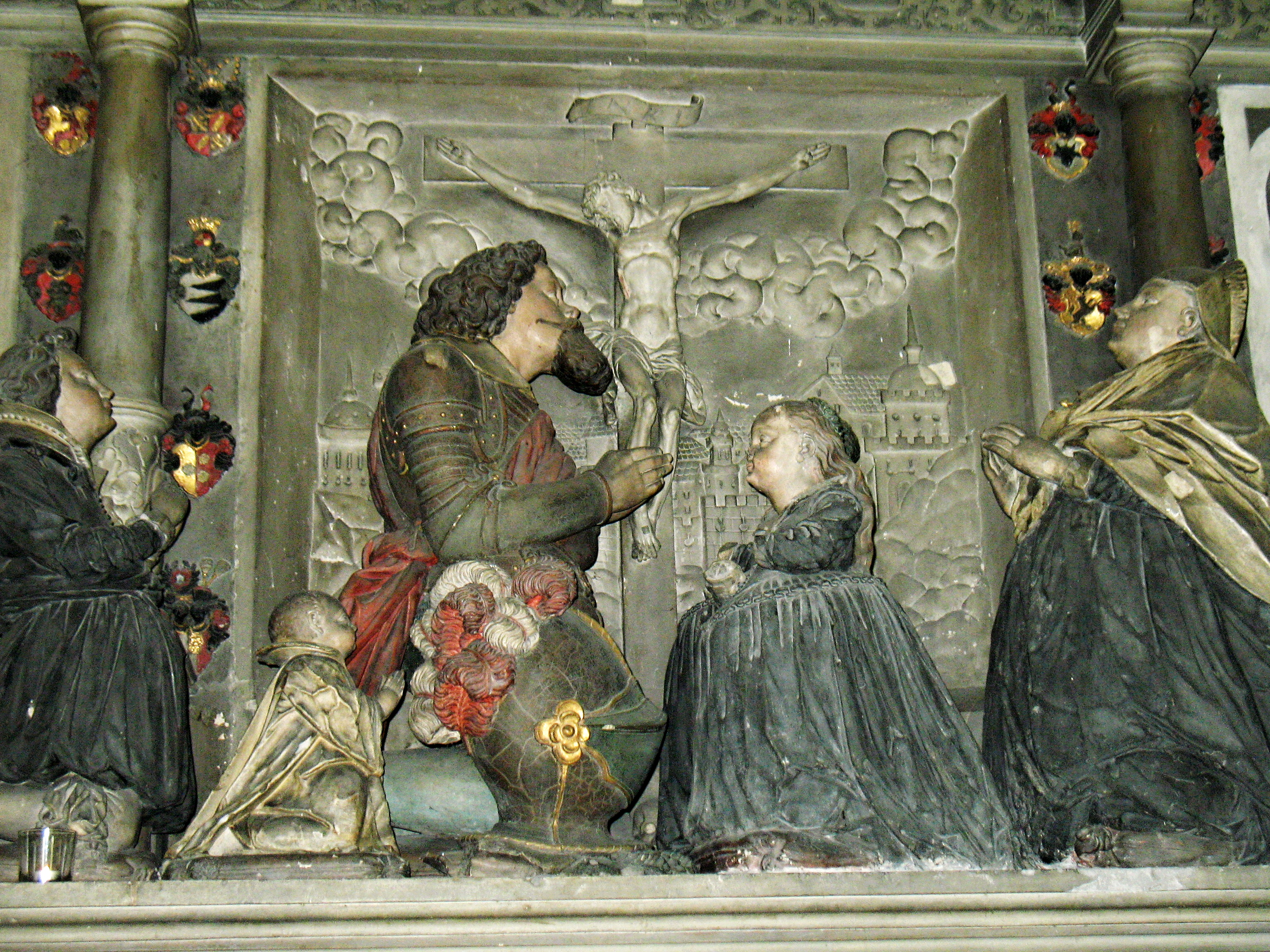
Detail epitafu rodiny Bocků z Bocku

Na severní straně lodi se nachází manýristický epitaf rodiny Bocků z polychromovaného pískovce z roku 1615. Je signován: „David Schwenke (z Pirny) fecit anno 1615 (zhotovil roku 1615)“. Před křídlovým epitafem s reliéfem Ukřižovaného Krista se nachází šest soch členů rodiny Bockovy. Epitaf má na křídlech, oddělených sloupy, v nikách sochy Mojžíše a sv. Jana. Nad římsou epitafu je ve středu reliéf Potopy světa, po stranách na římse se nacházejí dvojice putti, kteří podpírají erby. Ve štítě je okřídlená hlava anděla, na bočních volutách putti, na vrcholu socha Krista. Jedná se o epitaf s bohatou ornamentální a znakovou výzdobou.
V lodi vedle kazatelny je renesanční epitaf Jana Jindřicha Salhausena z roku 1588 od H. Köhlera z Míšně s reliférem Abrahám obětuje Izáka, rámovaný dórskými sloupy, se symbolickými sochami na konzolách a reliéfem Narození Páně v nástavci.

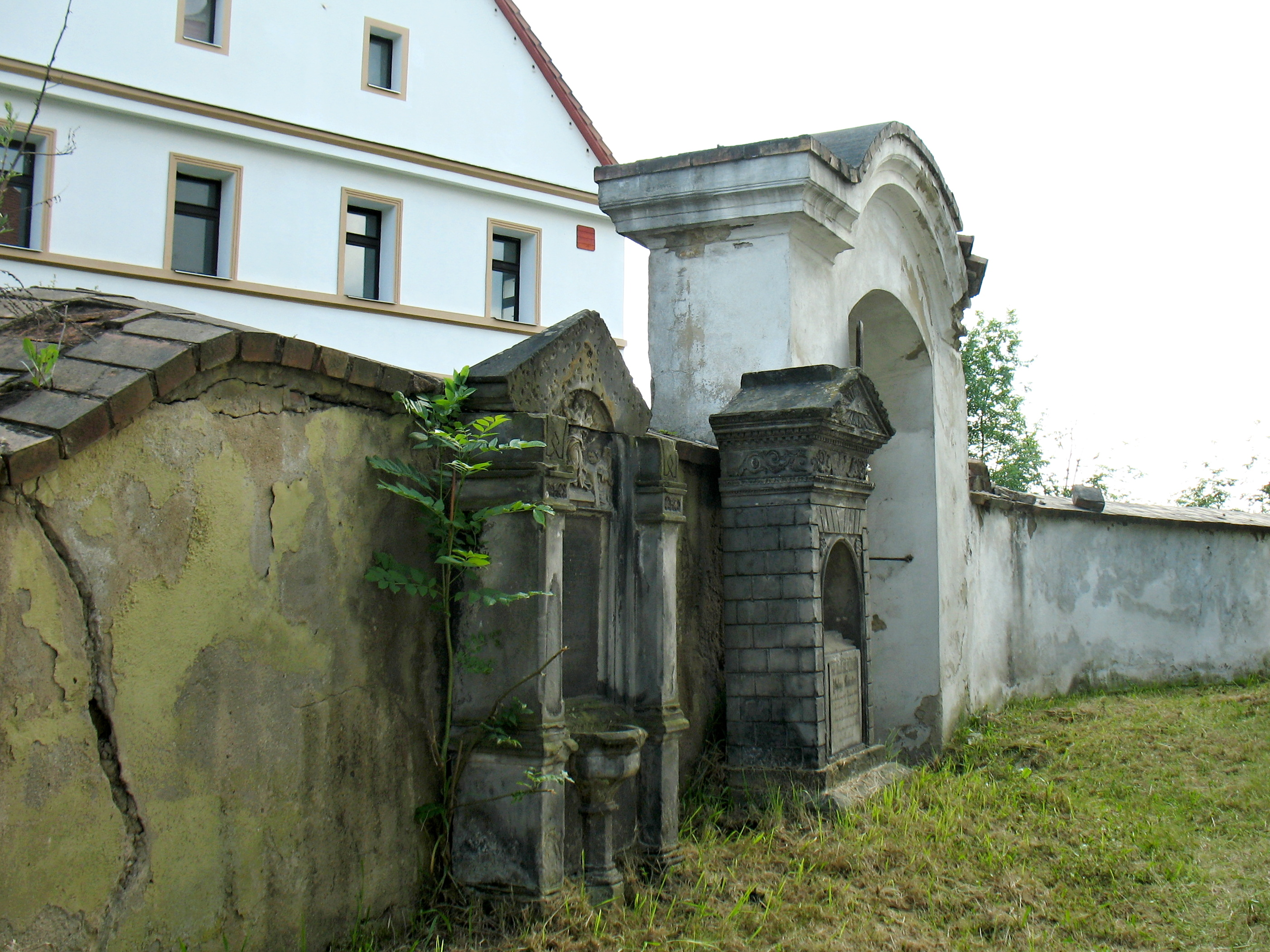
Ohradní zeď s náhrobky

Na severní stěně presbytáře je renesanční epitaf Bedřicha Salhausena z roku 1581, signovaný monogramem Mich. Grünbergera z Freibergu. Je to edikula s reliéfem klečící mužské postavy s českým nápisem a putti. V nástavci je reliéf Kladení (Krista) do hrobu.
Na severní stěně presbytáře je renesanční epitaf Jáchyma Salhausena z roku 1583, také od H. Köhlera z Míšně. Je to edikula s reliéfem rytíře, který klečí před krucifixem. Ve štítovém nástavci, který je zakončen nízkým trojúhelníkem je reliéf zobrazující výjev z Bible.

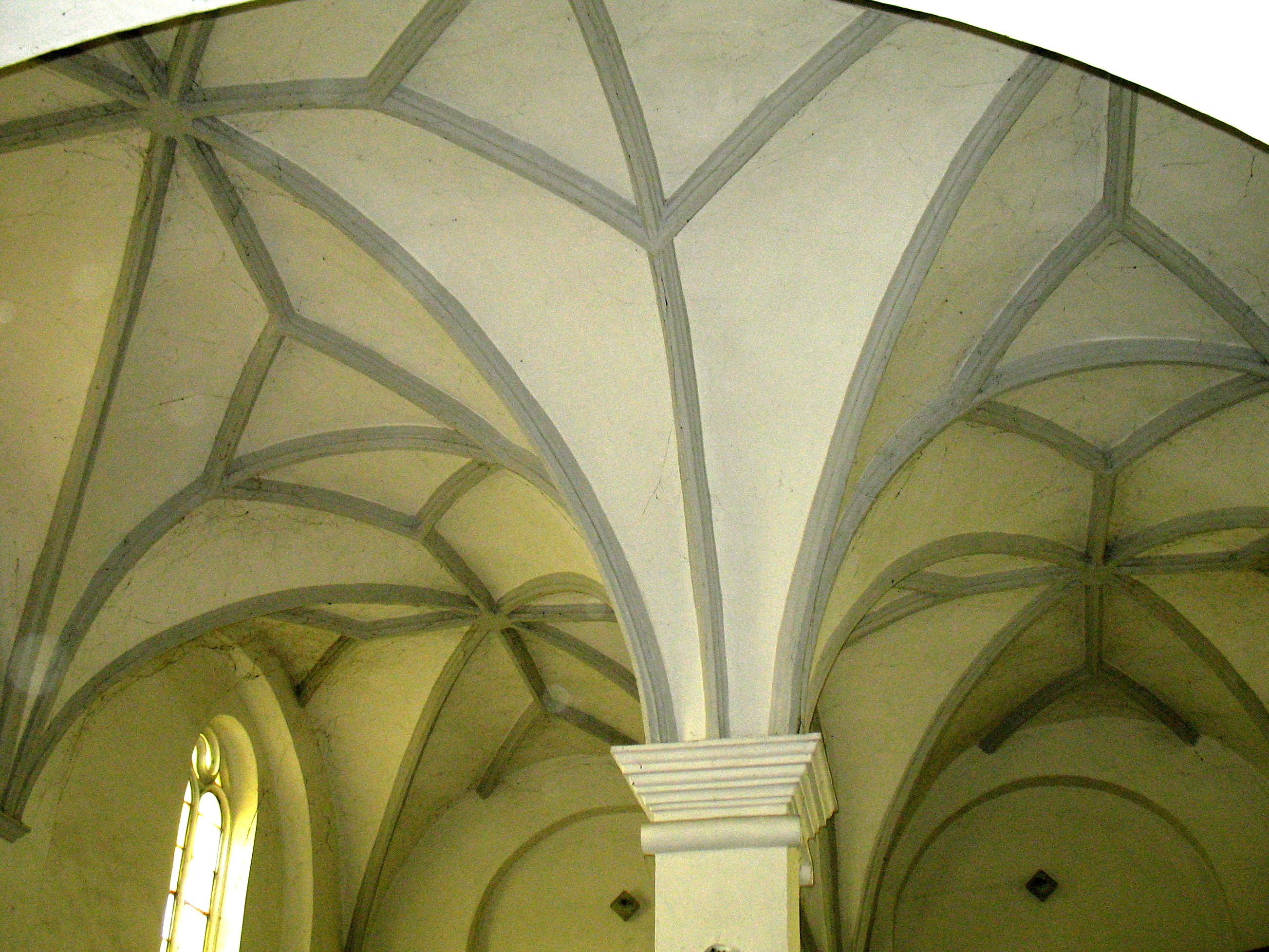
Gotický strop

V závěru presbytáře je renesanční epitaf Anny Salhausenové z roku 1587. Epitaf je neúplný, s reliéfem klečící ženské postavy s dětmi a s biblickým reliéfem v nástavci.
Na jižní stěně lodi je renesanční epitaf Abrahama Jindřicha Salhausena z roku 1582. Je to edikula s reliéfem muže, který klečí před krucifixem; na pozadí je ještě hrad a dvě další klečící mužské postavy. Dále je na jižní stěně pozdně renesanční, figurální a znakový epitaf ženy Abrahama Bocka z období po roce 1600.
Na vnitřních i venkovních stěnách jsou umístěny další šlechtické náhrobní desky; vesměs byly osazeny do kostela dodatečně. Původně byly umístěny v kostele sv. Vavřince v Českém Újezdu (Böhmisch Neudörfel), který byl v 60. letech 20. století odstřelen kvůli plánované těžbě hnědého uhlí. Většinou jde o náhrobníky příslušníků rytířské rodiny Kölbelů z Geisingu, pocházející z konce 16. století. Umělecky nejvýznamnější je náhrobník Adama Kölbela z Geisingu z roku 1591, umístěný na venkovní západní stěně sakristie.
Na jižní fasádě lodi je renesanční deska, částečně překrytá střechou předsíně, s renesanční výzdobou z doby výstavby kostela, na níž je pravděpodobně nápis o jeho stavbě. Při hřbitovní zdi se nachází empírový náhrobník z roku 1789.

## Galerie

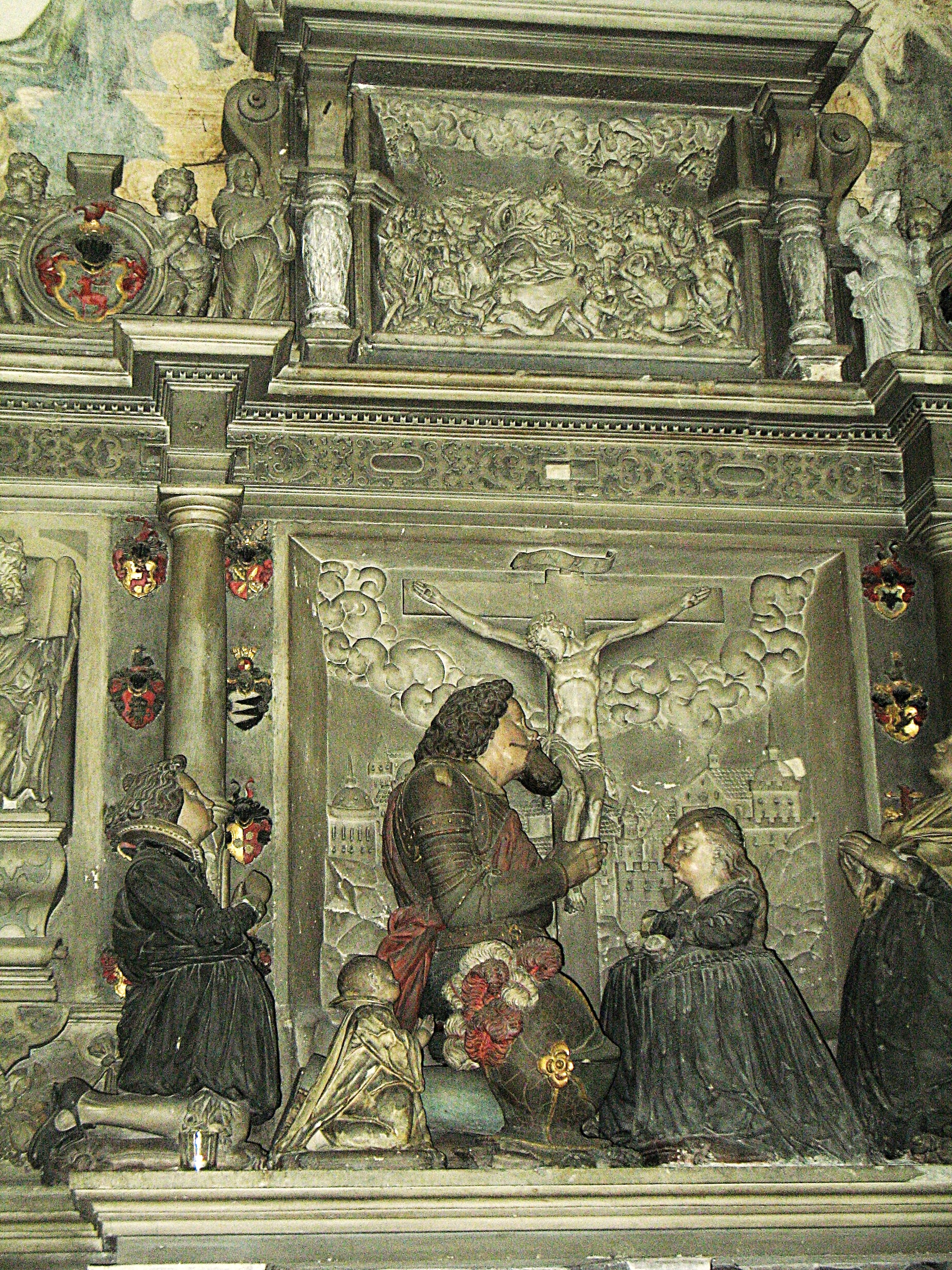
Epitaf rodiny Bocků
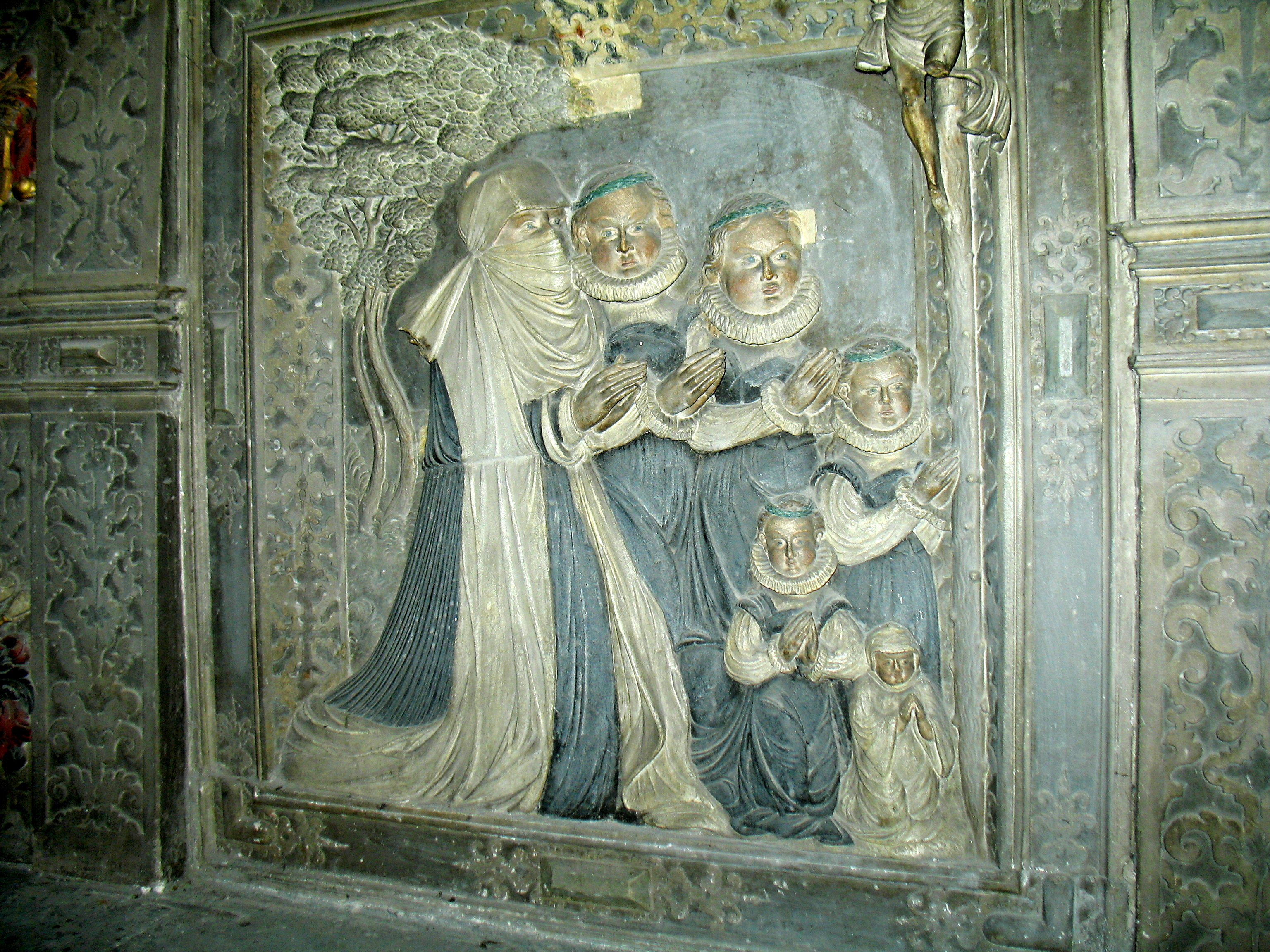
Epitaf Anny Salhausenové
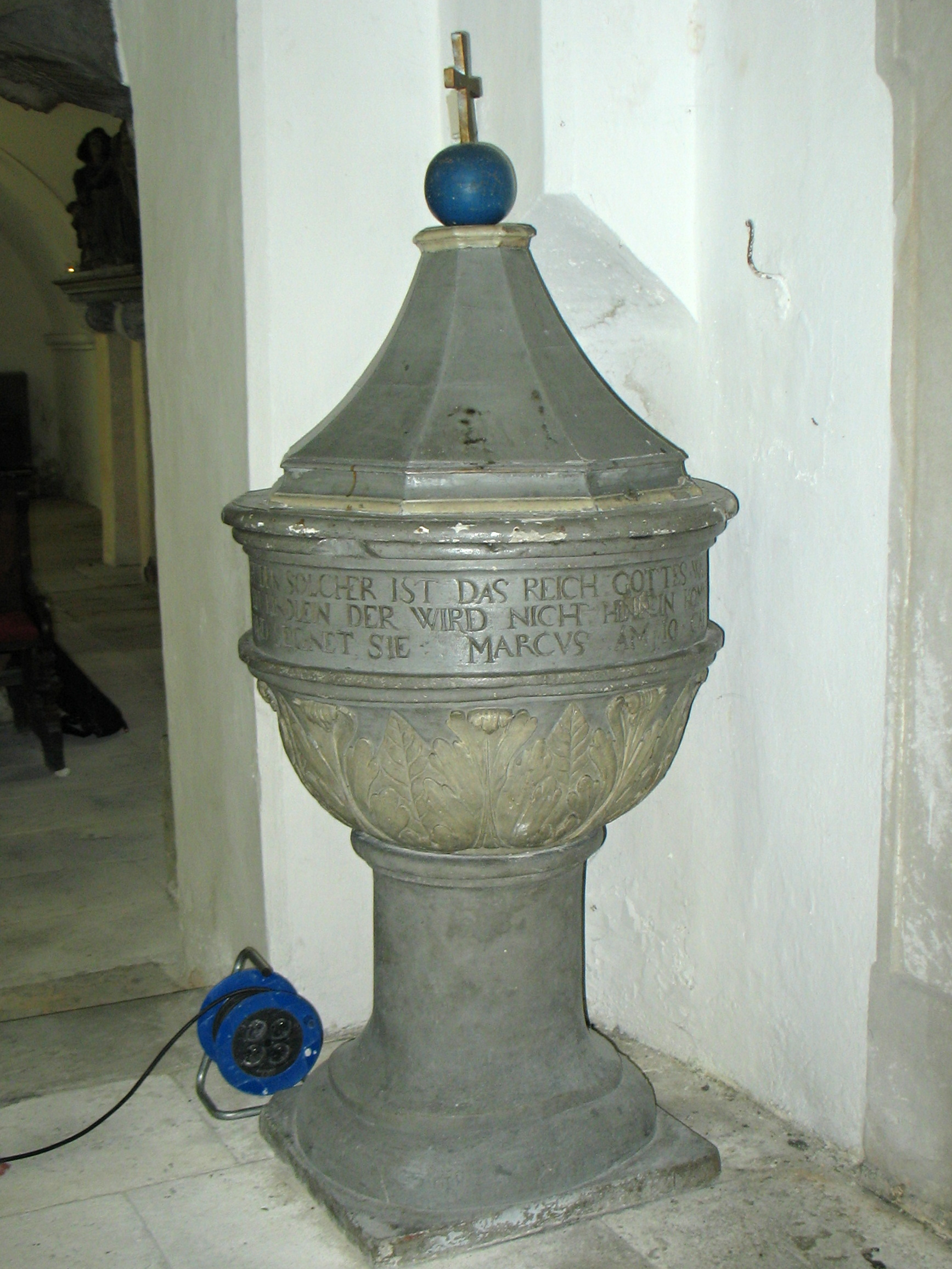
Renesanční křtitelnice
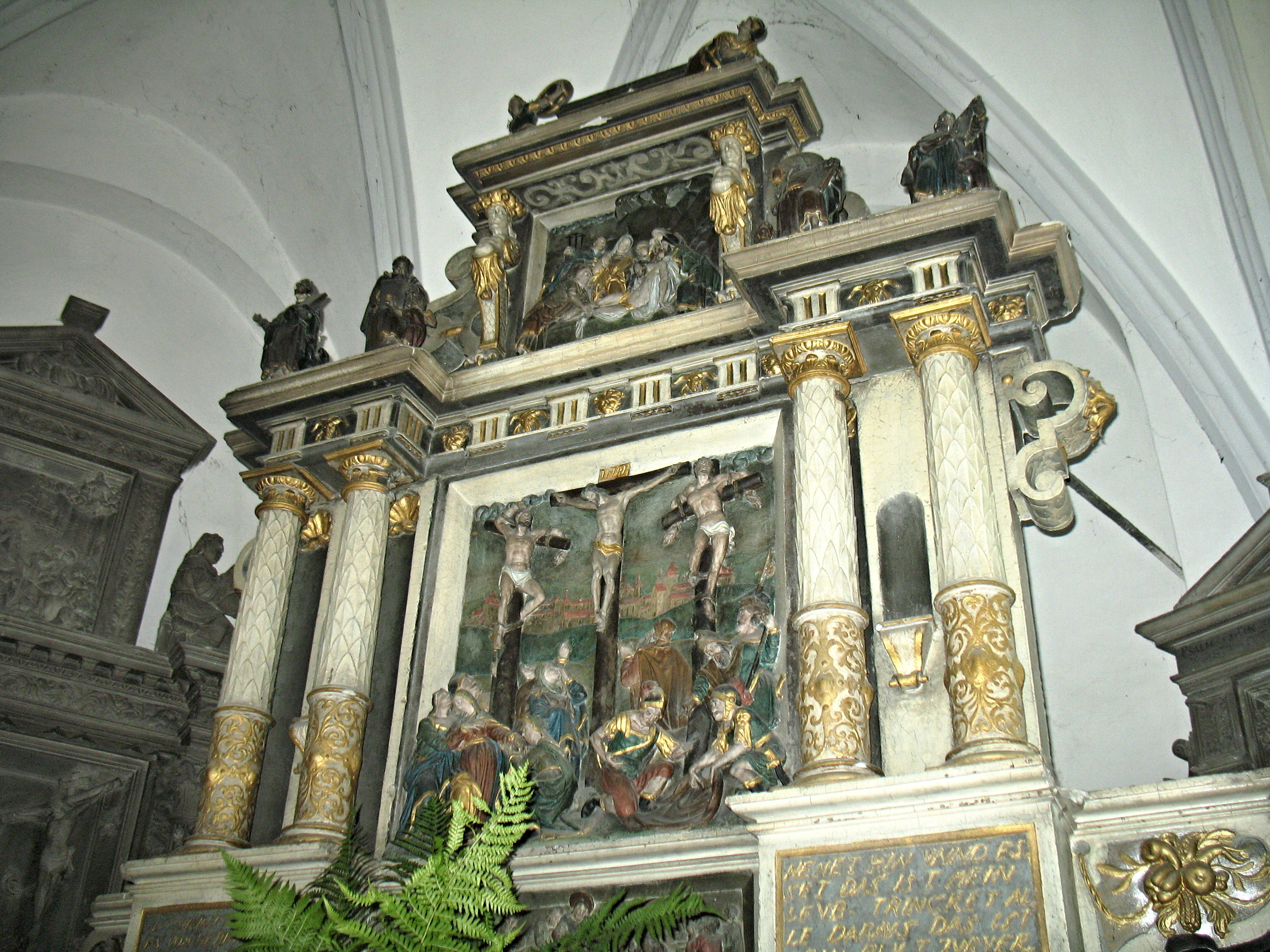
Hlavní oltář
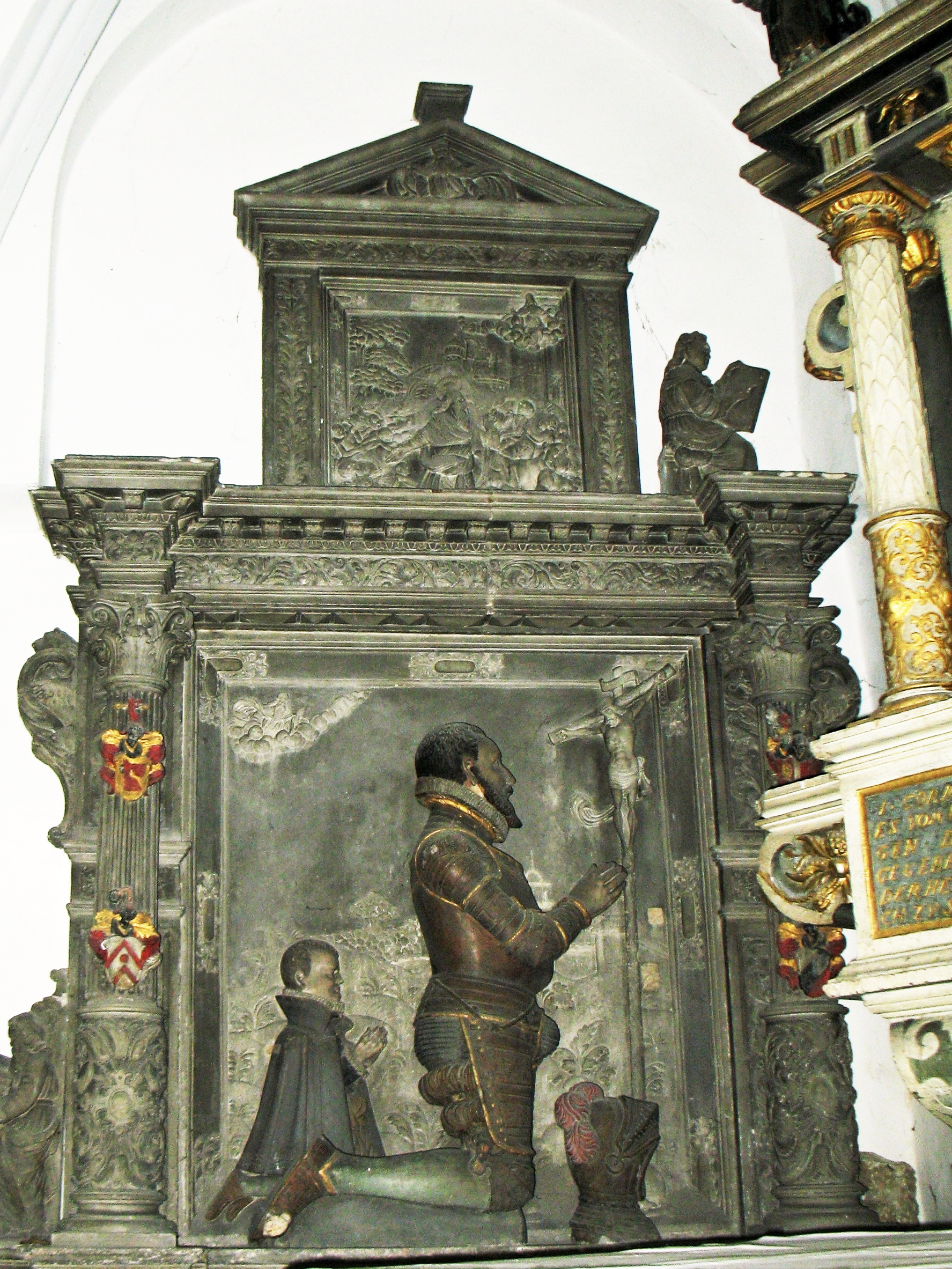
Jeden z náhrobníků Salhausenů

## Hrobní kaple Chotků
V okolí kostela, na severním okraji přilehlého hřbitova, se nachází velká novogotická hrobka (hrobní kaple) rodiny Chotků (též Thunů, s nimiž byli Chotkové spřízněni) z roku 1869. Hrobku nechala postavit hraběnka Marie Žofie Chotková, rozená Berchtoldová z Uherčíc. Chtěla zde důstojně uložit ostatky svého manžela Karla Chotka, který zemřel v prosinci 1868. Do hrobky byli postupně pochováváni všichni členové Chotkovy rodiny. Ostatky však byly později z hrobky vyňaty. Stavba měla mít původně jinou podobu, měla mít ještě věžičku. Kvůli vysokým nákladům na stavbu však bylo od původní podoby kaple upuštěno. Hrobka je čtvercová a cihlová. Má hrotitá okna a portál. Nad římsou se nacházejí vysoké trojúhelníkové štíty, završené růžicí. Vnitřek je zaklenut do čtyř středových sloupů.